# Shih-Ying Lee
Shih-Ying Lee (chinesisch 李詩穎; * 30. April 1918 in Peking; † 2. Juli 2018 in Lincoln, Massachusetts) war ein chinesisch-amerikanischer Erfinder, Ingenieur und Physiker und Professor am Institut für Technologie Massachusetts (MIT). Er ist bekannt für seine Forschung und Entwicklung im Bereich der Hydrodynamik.

## Leben
Lee wurde in Peking (damals: Beiping) geboren und wuchs dort auf. Ab 1936 studierte er Bauingenieurwesen an der Tsinghua-Universität. Nach dem Bachelor-Abschluss 1940 arbeitete Lee als Brückendesigner und Forschungsingenieur für Wasserkraftwerke für die chinesische Regierung. 1942 ging er in die Vereinigten Staaten, um sein Studium am MIT fortzusetzen, wo schon sein Bruder Yao-Tzu Li studiert hatte und wo Lee 1943 den Master und 1945 den Doktortitel in Bauingenieurwesen erwarb.
Nach zwei Jahren in einem Architekturbüro kehrte Lee als research engineer im Dynamic Analysis and Control Lab and MIT zurück und wurde 1952 Professor im Department of Mechanical Engineering. In Lehre und Forschung war Lee besonders an Messungen und Instrumenten interessiert. Er blieb bis zu seiner Pensionierung 1974 am MIT.
Lee war außerdem Unternehmer und gründete zusammen mit seinem Bruder 1953 ein Unternehmen, das Druckmessgeräte herstellte und das sie 1960 wieder verkauften. Wenige Jahre später (1967) gründeten sie zusammen Setra Systems. Die Firma ist auf Sensoren und Messgeräte spezialisiert, darunter Beschleunigungsmesser, Druckmessumformer und Laborwaagen. Diese und alle Produkte von Setra verwendeten Sensoren mit variabler Kapazität, eine von Lee und seinem Bruder patentierte Erfindung. Nach seiner Pensionierung am MIT konzentrierte er sich in den nächsten drei Jahrzehnten auf Setra Systems, wo er in den 1990er Jahren als Vorsitzender und Chief Executive Officer war.
Im Jahr 1985 wurde Lee aufgrund seiner „originellen Forschung zur Stabilität von Regelventilen, für innovative dynamische Messinstrumente und für die erfolgreiche unternehmerische Vermarktung seiner Erfindungen“ in die United States National Academy of Engineering (NAE) aufgenommen.
Lee wurden außerdem zahlreiche US-Patente erteilt.